# 시치가하마정
시치가하마정(일본어: 七ヶ浜町 시치가하마마치[*])은 일본 미야기현 중부에 있는 미야기군의 정이다. 마쓰시마 구릉이 센다이만으로 돌출한 시치가하마 반도를 관할한다. 일본 삼경 마쓰시마섬의 남부를 형성한다.

## 지리
미야기현 중부에 위치하고 반도 모양으로 바다에 돌출한 형태이다. 에도 시대에 반도의 기초부를 데이잔 운하가 횡단하는 형태로 만들어졌기 때문에 이후 섬과 같은 상태가 되었다. 도호쿠 지방의 시정촌 중에서 최소 면적이다. 기후는 비교적 온난하고 한난의 차이가 적다.

## 역사
- 1889년 4월 1일 - 정촌제 시행으로 시치가하마촌이 탄생하였다.
- 1959년 1월 1일 - 정으로 승격해 시치가하마정이 되었다.

## 인구
| 연도 | 인구   | ±%     |
| ---- | ------ | ------ |
| 1920 | 6,285  | —      |
| 1930 | 7,441  | +18.4% |
| 1940 | 9,278  | +24.7% |
| 1950 | 11,618 | +25.2% |
| 1960 | 13,054 | +12.4% |
| 1970 | 14,204 | +8.8%  |
| 1980 | 16,393 | +15.4% |
| 1990 | 19,523 | +19.1% |
| 2000 | 21,131 | +8.2%  |
| 2010 | 20,416 | −3.4%  |

## 자매 도시
- 미국 매사추세츠주 플리머스